# Virginidy
Virginidy (również Kompleks Virginidów, skrót VIR) – duża grupa ekliptycznego strumienia rojów meteorów mających swój radiant w konstelacji Panny. Pierwsze meteory z kompleksu były obserwowane pomiędzy 10 a 17 kwietnia 1895 roku przez Alexandra Stewarta Herschela. Prawdopodobnie źródłem części tego strumienia jest kometa C/1834 E1 (Gambart) obserwowana w 1834 roku.
Grupa rojów wchodzących w skład kompleksu jest aktywna od 25 stycznia do 15 kwietnia, osiągając w tym czasie kilka maksimów. Do kompleksu zaliczane są strumienie meteorów: Alfa Virginidy, Gamma Virginidy, Eta Virginidy, Theta Virginidy, Jota Virginidy, Lambda Virginidy, Mi Virginidy, Pi Virginidy, Psi Virginidy oraz Marcowe Virginidy. Głównym składnikiem tego kompleksu są Alfa Virginidy, których słabo wyróżnione maksimum aktywności przypada na 24 marca.
Radiant kompleksu jest rozmyty i wykazuje duży ruch własny, w okresie maksimum znajduje się w gwiazdozbiorze Panny na współrzędnych: α = 13h00m, δ = -4°. Prawdopodobnymi źródłami poszczególnych strumieni roju są komety C/1834 E1 (Gambart) i D/1766 G1 (Helfenzrieder) oraz planetoidy 1998 SH2, 2002 FC, 2003 BD44 i 1998 SJ70.
W 2007 roku, decyzją Międzynarodowej Organizacji Meteorowej, cały kompleks Virginidów został wraz z innymi rojami ekliptycznymi zastąpiony jednym, całorocznym rojem Antyhelion.